# 唐津警察署 (忠清南道)
唐津警察署（タンジンけいさつしょ）は、忠南地方警察庁所管の警察署である。

## 管轄区域
- 唐津市

## 沿革
- 1946年4月11日 - 開署
- 1957年11月16日 - 瑞山郡大湖芝面と貞美面の唐津郡編入に伴い瑞山警察署から大湖芝支所と貞美支所を編入

## 組織
- 警務課
- 生活安全課
- 捜査課
- 警備交通課
- 情報保安課
- 聴聞監査官

## 管轄地区隊
- 中央地区隊

## 管轄派出所
- 合徳派出所
- 石門派出所
- 中興派出所
- 松嶽派出所
- 新平派出所
- 沔川派出所

## 管轄治安センター
- 順城治安センター
- 牛江治安センター
- 高大治安センター
- 貞美治安センター
- 大湖芝治安センター